# Нестемпово
Нестемпово (пол. Niestępowo, нім. Nestempohl) — село в Польщі, у гміні Жуково Картузького повіту Поморського воєводства.
Населення — 1194 особи (2011).
У 1975-1998 роках село належало до Гданського воєводства.

## Демографія
Демографічна структура станом на 31 березня 2011 року:
|          | Загалом | Допрацездатний вік | Працездатний вік | Постпрацездатний вік |
| -------- | ------- | ------------------ | ---------------- | -------------------- |
| Чоловіки | 618     | 163                | 417              | 38                   |
| Жінки    | 576     | 160                | 342              | 74                   |
| Разом    | 1194    | 323                | 759              | 112                  |